# Uwe Peschel
Pour les articles homonymes, voir Peschel.
Uwe Peschel (né le 4 novembre 1968 à Berlin) est un coureur cycliste allemand, réputé pour ses qualités de rouleur. Il est le fils d'Axel Peschel, coureur cycliste des années 1960. 

## Palmarès

### Coureur amateur
- 1990
  -  Médaillé d'argent au championnat du monde du contre-la-montre par équipes
- 1991
  -  Champion d'Allemagne du contre-la-montre amateurs
  -  Médaillé d'argent au championnat du monde du contre-la-montre par équipes
- 1992
  -  Champion olympique du contre-la-montre par équipes (avec Bernd Dittert, Michael Rich, Christian Meyer, Guido Fulst)
  - 2e du championnat d'Allemagne du contre-la-montre amateurs
  - 3e du Grand Prix des Nations amateurs
- 1993
  -  Champion d'Allemagne du contre-la-montre amateurs
  - Classement général de la Ronde de l'Isard d'Ariège
  -  Médaillé d'argent au championnat du monde du contre-la-montre par équipes
  - 2e du championnat d'Allemagne sur route amateurs
- 1994
  -  Champion d'Allemagne du contre-la-montre par équipes amateurs
  - Classement général du Tour de Styrie
  -  Médaillé de bronze au championnat du monde du contre-la-montre par équipes
- 1995
  - 3eb étape du Tour de Bavière (contre-la-montre)
  - 3ea étape du Regio-Tour (contre-la-montre)
  - Stuttgart-Strasbourg
  - 2e du Tour des régions italiennes
  - 2e du championnat d'Allemagne du contre-la-montre
  -  Médaillé de bronze au championnat du monde du contre-la-montre
  - 3e du Regio-Tour
- 1996
  -  Champion du monde du contre-la-montre militaires
  -  Champion d'Allemagne du contre-la-montre
  - 4ea étape du Tour de Basse-Saxe (contre-la-montre par équipes)
  - Tour de Bavière :
    - Classement général
    - 3ea étape (contre-la-montre)

  - 3eb étape du Tour de Luxembourg (contre-la-montre)
  - Grand Prix Telekom (avec Rolf Aldag)
  - 5eb étape du Tour de Hesse (contre-la-montre)
  - 6e du championnat du monde du contre-la-montre

### Coureur professionnel
| - 1997 - 3e étape du Regio-Tour (contre-la-montre) - 3eb étape du Tour du Danemark (contre-la-montre) - Grand Prix des Nations - 4eb étape du Grand Prix Guillaume Tell (contre-la-montre) - 2e du Mémorial Fausto Coppi - 3e du Tour du Poitou-Charentes - 5e du championnat du monde du contre-la-montre - 1998 - Champion d'Allemagne du contre-la-montre - 4eb étape du Tour de Castille-et-León (contre-la-montre) - 5e du championnat du monde du contre-la-montre - 2001 - 1re étape de la Course de la Paix - 2e du championnat d'Allemagne du contre-la-montre - 3e du Mémorial Joseph Voegeli (avec Michael Rich) - 2002 - Champion d'Allemagne du contre-la-montre - Karlsruher Versicherungs Grand Prix (avec Michael Rich) - Tour de Hesse - Classement général - 4eb étape (contre-la-montre) - Grand Prix des Nations - 2e du championnat d'Allemagne sur route - 2e du Grand Prix Eddy Merckx (avec Michael Rich) - 5e du championnat du monde du contre-la-montre | - 2003 - Grand Prix Eddy Merckx (avec Michael Rich) - 2e du championnat d'Allemagne du contre-la-montre - 2e du championnat du monde du contre-la-montre - 3e du Chrono des Herbiers - 2004 - 2e du LuK-Challenge (avec Michael Rich) - 2e du Grand Prix des Nations - 3e du Grand Prix Eddy Merckx (avec Michael Rich) - 10e du championnat du monde du contre-la-montre - 2005 - Eindhoven Team Time Trial (avec l'équipe Gerolsteiner) - 3e du LuK-Challenge (avec Michael Rich) |  |

## Résultats sur les grands tours

### Tour de France
2 participations
- 2003 : non-partant (20e étape)
- 2004 : 125e

### Tour d'Italie
1 participation
- 1997 : 104e

### Tour d'Espagne
2 participations
- 1998 : 91e
- 2005 : 102e